# Olympische Jugend-Winterspiele 2016/Teilnehmer (Türkei)
| Gelbes Symbol für Goldmedaillen mit stilisierten Olympischen Ringen | Graues Symbol für Silbermedaillen mit stilisierten Olympischen Ringen | Braundes Symbol für Bronzemedaillen mit stilisierten Olympischen Ringen |
| ------------------------------------------------------------------- | --------------------------------------------------------------------- | ----------------------------------------------------------------------- |
| —                                                                   | —                                                                     | —                                                                       |

Die Türkei nahm an den Olympischen Jugend-Winterspielen 2016 in Lillehammer mit 13 Athleten in sechs Sportarten teil.

## Sportarten

### Curling
| Athleten                                                         | Wettbewerb | Gruppenrunde | Gruppenrunde | Viertelfinale | Viertelfinale | Halbfinale         | Halbfinale         | Finale             | Finale             | Finale             |
| Athleten                                                         | Wettbewerb | Siege        | Niederlagen  | Gegner        | Ergebnis      | Gegner             | Ergebnis           | Gegner             | Ergebnis           | Rang               |
| ---------------------------------------------------------------- | ---------- | ------------ | ------------ | ------------- | ------------- | ------------------ | ------------------ | ------------------ | ------------------ | ------------------ |
| Gemischt                                                         |            |              |              |               |               |                    |                    |                    |                    |                    |
| Oğuzhan Karakurt Berivan Polat Tunç Esenboga Beyzanur Konuksever | Team       | 3            | 4            | Kanada        | 2 : 10        | nicht qualifiziert | nicht qualifiziert | nicht qualifiziert | nicht qualifiziert | nicht qualifiziert |

### Rennrodeln
| Athleten         | Wettbewerb | Durchgang 1 | Durchgang 1 | Durchgang 2 | Durchgang 2 | Gesamt       | Gesamt |
| Athleten         | Wettbewerb | Zeit        | Rang        | Zeit        | Rang        | Zeit         | Rang   |
| ---------------- | ---------- | ----------- | ----------- | ----------- | ----------- | ------------ | ------ |
| Jungen           |            |             |             |             |             |              |        |
| Cengizhan Kaplan | Einsitzer  | 50,410 s    | 19          | 51,378 s    | 20          | 1:41,788 min | 19     |
| Mädchen          |            |             |             |             |             |              |        |
| Goksu Ozkaya     | Einsitzer  | 58,244 s    | 21          | 57,921 s    | 21          | 1:56,165 min | 21     |

### Ski Alpin
| Jungen        |              |             |     |                    |                    |                    |                    |
| Nihat Limon   | Super-G      |             |     |                    |                    | DNS                | DNS                |
| Nihat Limon   | Riesenslalom | 1:30,52 min | 44  | 1:29,27 min        | 33                 | 2:59,79 min        | 34                 |
| Nihat Limon   | Slalom       | 57,90 s     | 38  | 37,05 s            | 32                 | 1:54,95 min        | 31                 |
| Mädchen       |              |             |     |                    |                    |                    |                    |
| Selin Açıkgöz | Super-G      |             |     |                    |                    | DNS                | DNS                |
| Selin Açıkgöz | Riesenslalom | 1:40,85 min | 40  | 1:36,63 min        | 34                 | 3:17,48 min        | 34                 |
| Selin Açıkgöz | Slalom       | DNF         | DNF | nicht qualifiziert | nicht qualifiziert | nicht qualifiziert | nicht qualifiziert |

### Skilanglauf
| Athleten     | Wettbewerb       | Qualifikation | Qualifikation | Viertelfinale      | Viertelfinale      | Halbfinale         | Halbfinale         | Finale             | Finale             |
| Athleten     | Wettbewerb       | Zeit          | Rang          | Zeit               | Rang               | Zeit               | Rang               | Zeit               | Rang               |
| ------------ | ---------------- | ------------- | ------------- | ------------------ | ------------------ | ------------------ | ------------------ | ------------------ | ------------------ |
| Jungen       |                  |               |               |                    |                    |                    |                    |                    |                    |
| Amed Oğlağo  | Cross            | 3:44,75 min   | 49            |                    |                    | nicht qualifiziert | nicht qualifiziert | nicht qualifiziert | nicht qualifiziert |
| Amed Oğlağo  | Sprint klassisch | 3:45,22 min   | 45            | nicht qualifiziert | nicht qualifiziert | nicht qualifiziert | nicht qualifiziert | nicht qualifiziert | nicht qualifiziert |
| Amed Oğlağo  | 10 km Freistil   |               |               |                    |                    |                    |                    | 26:44,4 min        | 33                 |
| Mädchen      |                  |               |               |                    |                    |                    |                    |                    |                    |
| Güllü Akalın | Cross            | 4:08,01 min   | 34            |                    |                    | nicht qualifiziert | nicht qualifiziert | nicht qualifiziert | nicht qualifiziert |
| Güllü Akalın | Sprint klassisch | 4:18,09 min   | 39            | nicht qualifiziert | nicht qualifiziert | nicht qualifiziert | nicht qualifiziert | nicht qualifiziert | nicht qualifiziert |
| Güllü Akalın | 5 km Freistil    |               |               |                    |                    |                    |                    | 15:18,5 min        | 31                 |

### Skispringen
| Athleten           | Wettbewerb    | Erste Runde | Erste Runde | Erste Runde | Finale | Finale | Finale | Gesamt | Gesamt |
| Athleten           | Wettbewerb    | Weite       | Punkte      | Rang        | Weite  | Punkte | Rang   | Punkte | Rang   |
| ------------------ | ------------- | ----------- | ----------- | ----------- | ------ | ------ | ------ | ------ | ------ |
| Jungen             |               |             |             |             |        |        |        |        |        |
| Muhammed Ali Bedir | Normalschanze | 81,5 m      | 83,5        | 17          | 76,5 m | 72,0   | 17     | 155,5  | 17     |

### Snowboard

#### Snowboardcross
| Athleten        | Wettbewerb     | Qualifikation | Qualifikation | Vorlauf            | Vorlauf            | Halbfinale         | Finale             |
| Athleten        | Wettbewerb     | Zeit          | Rang          | Punkte             | Rang               | Position           | Position           |
| --------------- | -------------- | ------------- | ------------- | ------------------ | ------------------ | ------------------ | ------------------ |
| Jungen          |                |               |               |                    |                    |                    |                    |
| Muhammed Yilmaz | Snowboardcross | 49,92 s       | 11            | 8                  | 12                 | nicht qualifiziert | nicht qualifiziert |
| Mädchen         |                |               |               |                    |                    |                    |                    |
| Miray Gurkinav  | Snowboardcross | DNS           | DNS           | nicht qualifiziert | nicht qualifiziert | nicht qualifiziert | nicht qualifiziert |